# Filiași
Filiași – miasto w Rumunii, w okręgu Dolj. Liczy 22 tys. mieszkańców (2006).